# الدوري الإسباني الدرجة الثالثة 1949–50
الدوري الإسباني الدرجة الثالثة 1949–50 (بالإسبانية: Tercera División de España 1949-50)‏ هو موسم من الدوري الإسباني الدرجة الثالثة. فاز فيه لوغرونيس.